# Cyrtococcum oxyphyllum
Cyrtococcum oxyphyllum är en gräsart som först beskrevs av Ernst Gottlieb von Steudel, och fick sitt nu gällande namn av Otto Stapf. Cyrtococcum oxyphyllum ingår i släktet Cyrtococcum, och familjen gräs. Inga underarter finns listade i Catalogue of Life.